# 島内宏明
島内 宏明（しまうち ひろあき、1990年2月2日 - ）は、石川県小松市出身のプロ野球選手（外野手）。左投左打。東北楽天ゴールデンイーグルス所属。

## 経歴

### プロ入り前

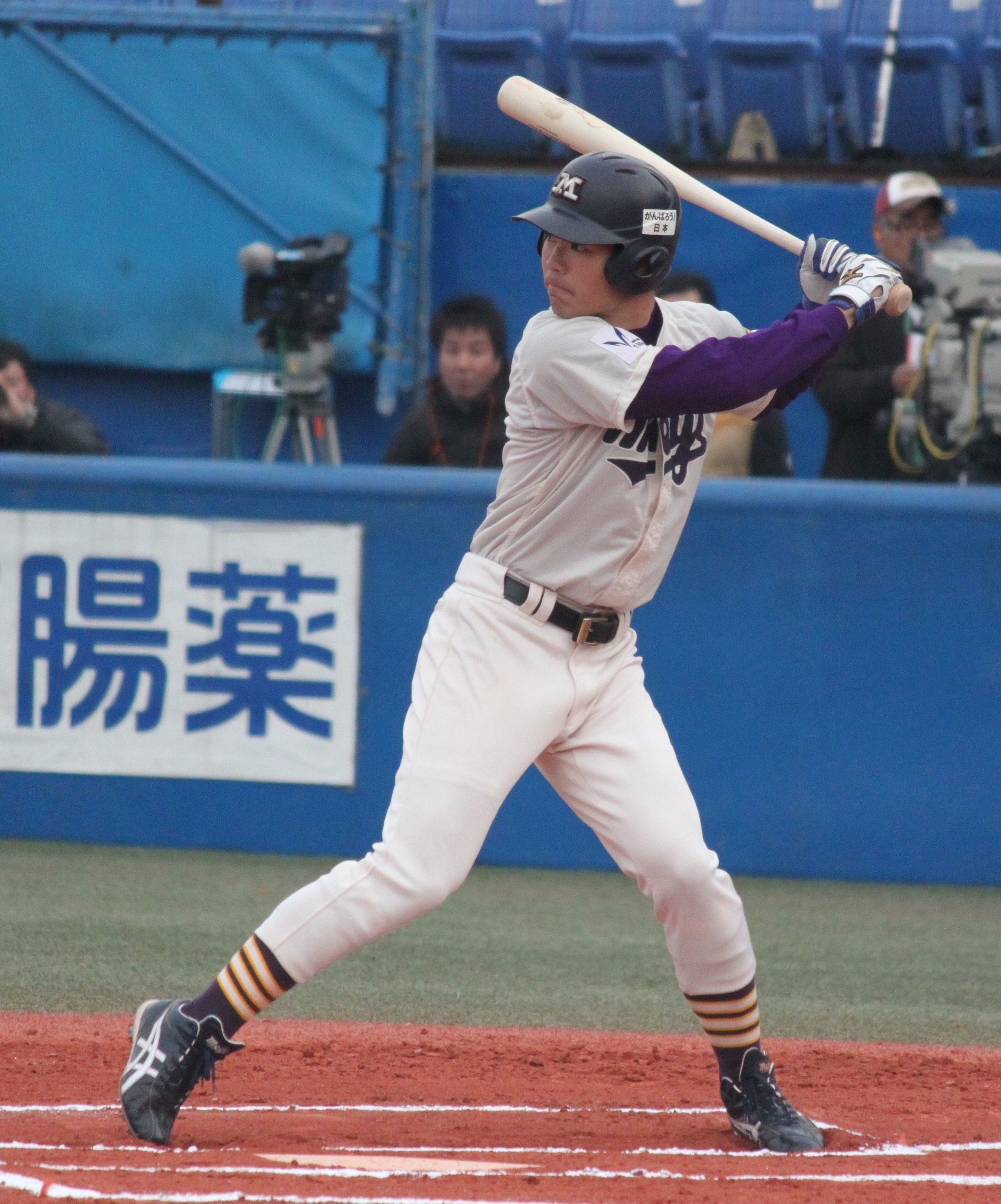
明治大学時代（2011年）

小松市立御幸中学校時代は「全小松ボーイズ」でプレーし、中学3年時には、エースとして全国大会出場を果たした。
地元石川県などの有力校から誘われた中で、本人は遊学館志望だったが、当時星稜のコーチだった林和成が三顧の礼をするようにチームの魅力を伝えたことに惹かれたことで、進学先に星稜を選んだ。
星稜高校時代は2年の秋から主将となり、3年の夏には甲子園に「1番・一塁手」として出場。初戦の長崎日大高校戦では2安打1盗塁と活躍したが、チームは1-3で敗退した。高校時代の野球部の同期には高木京介がいる。
明治大学へ進学し、硬式野球部に入部。1年次の秋から六大学リーグ戦に出場。3年次の秋から外野手としてスタメン起用されるようになる。秋には規定打席不足ながら打率.400を記録。4年次の春は中盤以降で率を落としたもののリーグ3位の打率.385を記録し、初のベストナインに選出された。秋も打率.349の成績で2季連続でベストナインに選ばれ、第42回明治神宮野球大会でも優勝を飾った。元々はプロ志望ではなく、地元で社会人野球が続けられたらいいという程度に思っていたが、野球部監督の善波達也や当時コーチの松岡功祐や寮長に発破をかけられ、4年次の活躍でプロを志望するようになった。大学ではベストナイン1回受賞。大学時代の野球部の同期には野村祐輔、阿部寿樹、柴田章吾がいる。
2011年10月27日に行われたドラフト会議では、東北楽天ゴールデンイーグルスから6位指名を受け、契約金3000万円、年俸600万円（金額は推定）という条件で入団した。背番号は35。

### 楽天時代

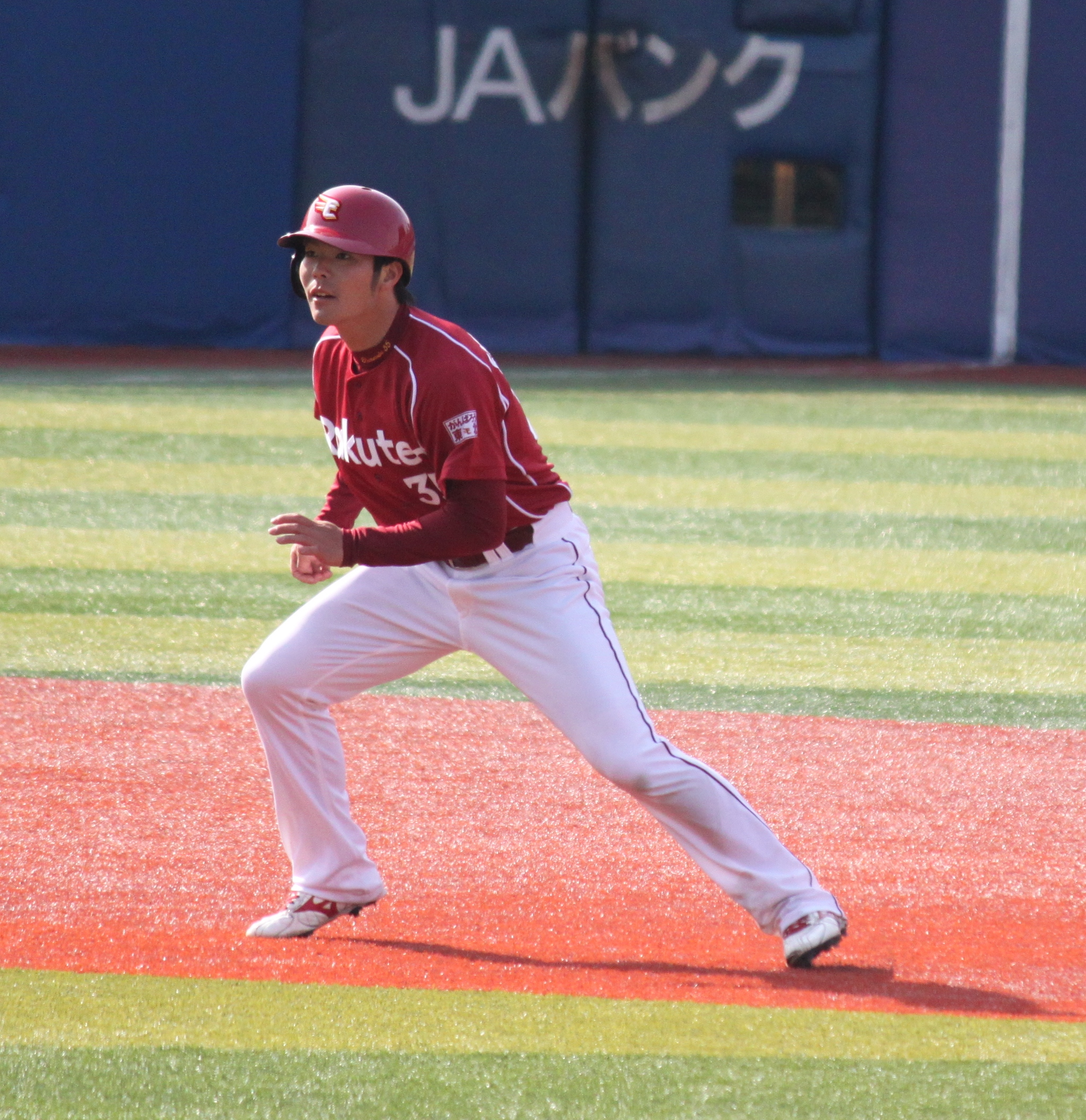
横浜スタジアムにて（2012年）

2012年、同年の楽天の新人の中では唯一、開幕一軍に入った。俊足を買われて代走要員としてのベンチ入りだったが、走塁ミスが多く、一軍と二軍を行ったり来たりの状態が続いた。しかし8月22日の千葉ロッテマリーンズ戦（Kスタ宮城）で「9番・中堅手」として初めて先発出場すると、プロ初打席で適時打を打つなど2安打3打点の活躍を見せ、8月24日の北海道日本ハムファイターズ戦（Kスタ宮城）では吉川光夫からプロ初本塁打を放ち、8月28日のロッテ戦（QVCマリン）ではプロ初の猛打賞を記録。9月5日の日本ハム戦（東京ドーム）には同じく新人の岡島豪郎とのアベック本塁打を放った。新人2人によるアベック本塁打は1989年の中日ドラゴンズの大豊泰昭、山口幸司以来23年ぶりであった。そのままシーズン終了まで一軍に帯同、左翼手の準レギュラーとして打席数は少ないながらも打率.299、100打席以上立った選手の中ではチームトップとなる長打率.443と結果を残した。
2013年、シーズン序盤は前年同様、相手投手の左右に合わせて右打者の中島俊哉との併用で左翼手としての出場が主だったが、セ・パ交流戦を境に相手先発が左投手の試合でも右翼手として先発出場するようになり、そのままレギュラーに定着した。7月7日の対福岡ソフトバンクホークス戦（福岡 ヤフオク!ドーム）では9回に星野大地から自身初のランニング本塁打を放った。聖澤諒が離脱した際には中堅手として先発出場し、打率.284・6本塁打・OPS.717と"恐怖の9番打者"として活躍するが、9月13日のオリックス・バファローズ戦（Kスタ宮城）の9回の守備中に左肩を痛め、球団初のリーグ優勝を目前にして離脱、優勝の輪に加われなかった。しかし、チームメイトは島内の貢献を称え、ベンチの中に島内のユニフォームが飾られた。日本シリーズには復帰を果たし、第4戦に代打として1試合出場した。
2014年、シーズン序盤に打撃不振で二軍調整を経験したが、聖澤が戦線を離脱した後半戦には、一軍の正中堅手に定着。一軍公式戦では66試合の出場で、前年と同数の6盗塁を記録したが、打率（.242）・本塁打（2）・打点（18）とも前年を下回った。
2015年、1月5日に一般女性と結婚。同年の一軍公式戦では25試合の出場で、入団後初めて本塁打を1本も打てなかった。シーズン終了後には、球団を通じて広島のトレーニングクラブ「アスリート」の門を叩くと、肉体改造に取り組んだ。
2016年、開幕を二軍で迎えたが、岡島が戦線を離脱した4月に一軍へ昇格すると、岡島に代わって「1番・右翼手」として起用された。岡島は後に戦線へ復帰したが、後半戦に入って深刻な打撃不振に陥ったことに加えて、シーズン途中から入団したカルロス・ペゲーロが右翼手に起用されたことから、8月以降は「1番・中堅手」として先発に定着。8月6日の対埼玉西武ライオンズ戦（楽天Koboスタジアム宮城）では4回一死満塁の打席で十亀剣から自身初の満塁本塁打、同月30日の対日本ハム戦（東京ドーム）では、一軍公式戦では自身初の1試合2本塁打を記録した。このうち、1回表に先頭打者として打った本塁打は、一軍公式戦における球団通算1000本塁打にもなった。一軍公式戦全体では114試合の出場で打率.287、球団の生え抜き野手としては当時最多の9本塁打、自身初の2桁盗塁を記録した。
2017年、レギュラーシーズンでは、「6番・中堅手」として開幕戦初の先発出場を果たしたことを皮切りに、正中堅手として一軍公式戦全143試合出場を初めて達成。パシフィック・リーグの最終規定打席へ初めて到達するとともに、自己最高の14本塁打・47打点を記録するなどの活躍で、チーム4年ぶりのAクラス入りとクライマックスシリーズ進出に貢献した。シリーズ終了後の契約交渉では、推定年俸5500万円（前年から2200万円増）で契約を更改。その際に球団から背番号の変更を打診されたが、従来の35と同じ2桁の背番号を提示されたため、打診を固辞した。
2018年、前年に続いて、レギュラーシーズンの開幕戦から18試合連続で先発出場した。4月19日の対ソフトバンク戦（福岡ヤフオク!ドーム）では、一軍公式戦で初めて4番打者を務めた。しかし、この試合の走塁中に右内腹斜筋を損傷。4月20日の診察で、実戦への復帰までにおよそ1か月を要することが判明したため、同日付で出場選手登録を抹消された。6月中旬に一軍復帰すると自身の故障中に田中和基が中堅手に定着していたため左翼手に回り、梨田昌孝監督の辞任によって平石洋介監督代行が就任すると打順は3番に固定された。以降の試合は出続けて2年連続で規定打席に到達し、ドラフトを経た生え抜き選手としては初の2年連続の2桁本塁打、自己最多の53打点、自己最高でリーグ8位となる打率.292を記録。さらに左翼手の守備では12球団トップのUZR17.1を記録した。
2019年、オープン戦中盤から4番候補として挙げられると開幕戦に「4番・左翼手」として先発出場。ドラフトを経た生え抜き選手が開幕戦に4番で出場するのは球団史上初となった。4番で先発出場した4月20日の第2打席で通算45本目の第1号2ランを打ち、日本プロ野球18人目の全打順本塁打を達成した。また、ドラフトを経た生え抜き選手としての連続2桁本塁打を3年に伸ばした。
2020年は大半の試合を4番もしくは5番で先発出場し、4年連続2桁本塁打とはならなかったが打率.281・8本塁打・53打点を記録した。シーズン中に国内FA権を取得したが行使せず、2000万円増の推定年俸1億2000万円で4年契約を締結した。
2021年のオープン戦では首位打者となる。開幕当初3番を務めていたが5月から4番に座る機会が多くなる。得点圏での高打率と3番に座る浅村栄斗の高出塁率も手伝って打点を量産し、オールスター前でリーグトップかつ自身のキャリアハイを更新する66打点を記録。この活躍から監督推薦で自身初のオールスターに選出され、第2戦（楽天生命パーク）で先発出場し、2度の勝ち越し適時打を放つなど4打数3安打3打点の活躍で全パの勝利に貢献、MVPに輝いた。その後も打点を稼ぎ、2位のブランドン・レアードと1打点差の96打点で自身初の打点王のタイトルを獲得。シーズン96打点はイーグルス生え抜き選手としては最多かつ初となる打撃三冠部門（首位打者・本塁打王・打点王）でのタイトルホルダーとなった。他にも21本塁打を放って生え抜き選手のシーズン最多本塁打数を更新し、34二塁打（パ・リーグ4位）・97四球（同2位）・出塁率.385（同6位）・OPS.863（同6位）など様々の打撃面でキャリアハイを更新するシーズンとなった。ちなみに星稜高校出身のプロ野球選手としては松井秀喜以来の打撃タイトル獲得者である。
2022年、岩手県営野球場での最後のプロ野球公式戦となった6月22日の対日本ハム戦では、鈴木健矢から自身初のサヨナラ本塁打を記録。7月に80打数28安打の打率.350、8月に97打数37安打の打率.381と夏場以降に調子を上げ、8月度「大樹生命月間MVP賞」初受賞となり「本当に非常にうれしいです。プロ野球始めた頃に一番とりたい賞だった。（前年獲得した）打点王より正直うれしくて」とコメントし、この年の最多安打のタイトルに繋がった。7月23日の対西武戦では髙橋光成から本塁打を放ち通算1000安打を達成。9月1日の対オリックス戦（楽天生命パーク）では5-5の同点で迎えた4回無死満塁の打席で村西良太から自身6年ぶり2本目の満塁本塁打を放った。オフに現状維持の推定年俸1億2000万円プラス出来高で契約を更改したが、4年契約の2年目を終えた状態であるにもかかわらず、「来年FAさせてほしい」と球団に要望したため物議を醸し、「島内の乱」と揶揄された。その後、「自分の発言が軽率でしたし、自分が全部悪い」として謝罪し、「本当に迷惑をかけたなと思う気持ちを優勝という形で変えられたらいいなと思っている」と心新たに、チームのために全力を尽くすことを誓った。
2023年、4月29日の対西武戦（ベルーナドーム）では7回に張奕から自身10年ぶり2本目のランニング本塁打を放つが、7月6日時点では打率.177・4本塁打・15打点と打撃不振で同日付で約5年ぶりに出場選手登録を抹消された。8月11日に一軍に復帰すると、8月の月間打率は.378と調子を上げ、9月24日の対日本ハム戦（楽天モバイルパーク宮城）では1-1の同点で迎えた9回一死一塁の打席で池田隆英からサヨナラ2点本塁打、10月1日の対オリックス戦（京セラドーム大阪）では3打席連続適時打で自己最多の1試合5打点を記録した。シーズン通算では104試合に出場、打率.236・7本塁打・38打点の成績に終わった。4年契約の3年目を終え、オフの12月1日の契約更改では現状維持の推定年俸1億2000万円プラス出来高払いでサインした。
2024年は左翼手・指名打者として出場するがシーズン通算では40試合出場で打率.214、2015年以来の本塁打なし、初適時打は4月27日の千葉ロッテマリーンズ戦（ZOZOマリンスタジアム、69打席目）など12打点と、特に長打率は1割近く下げるなど打撃不振に陥る。その後は5月27日に一軍出場選手登録を抹消され、二軍でも50試合出場で打率.233（133打数31安打）、2本塁打、21打点と低迷し、シーズン終了まで一軍に再昇格を果たすことができなかった。4年契約の4年目を終えた。
2025年、1月23日に減額制限を超える7500万円減となる推定年俸4500万円プラス出来高払いで契約を更改した。

## 選手としての特徴・人物

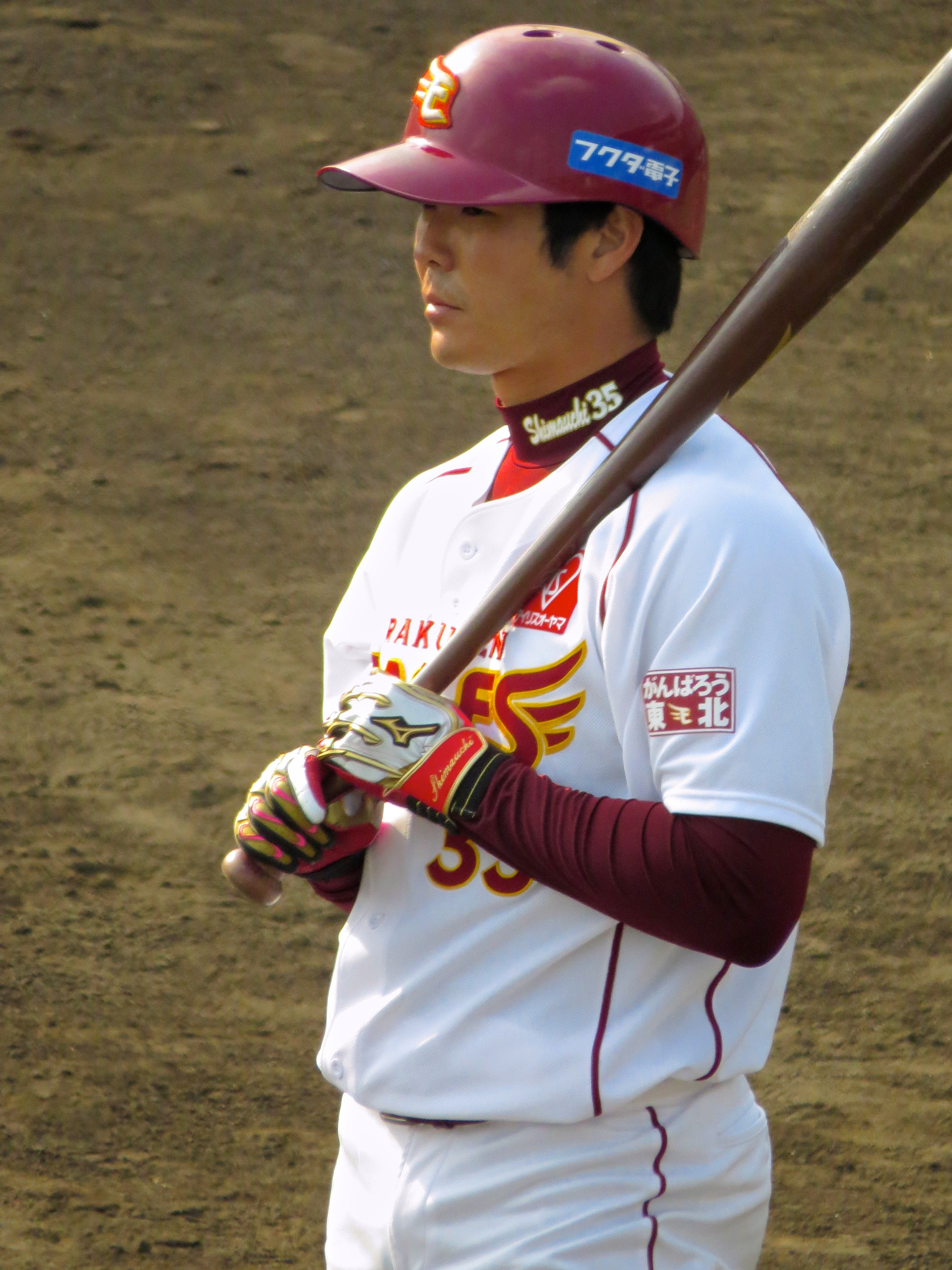
さいたま市営浦和球場にて（2016年）

打撃では「積極的で思い切りが良い」と評される。遠投95メートル。50メートル5.8秒を記録する俊足を持つが、判断の誤りから走塁ミスが多い。
楽天入団時の監督である星野仙一は明治大学の先輩であり、厳しい言葉を掛けられていた。
愛称は「ウナギイヌ」。楽天のチーム内ではムードメーカー・いじられキャラである。
適時打や本塁打などを打った後の独特なコメントは「島内語録」と呼ばれ話題となり、グッズ化もなされている。
「ここで島内」というフレーズから始まる応援歌があり、島内が活躍を見せた際にはSNSで「#ここで島内」というハッシュタグを付けた投稿が多く見受けられる。
練習法としては自宅でさまざまな打者の動画を研究し、阪神などで活躍した金本知憲を参考にして長打力アップにつなげたといわれる。

## 詳細情報

### 年度別打撃成績
| 年 度      | 球 団      | 試 合 | 打 席 | 打 数 | 得 点 | 安 打 | 二 塁 打 | 三 塁 打 | 本 塁 打 | 塁 打 | 打 点 | 盗 塁 | 盗 塁 死 | 犠 打 | 犠 飛 | 四 球 | 敬 遠 | 死 球 | 三 振 | 併 殺 打 | 打 率 | 出 塁 率 | 長 打 率 | O P S |
| ---------- | ---------- | ----- | ----- | ----- | ----- | ----- | -------- | -------- | -------- | ----- | ----- | ----- | -------- | ----- | ----- | ----- | ----- | ----- | ----- | -------- | ----- | -------- | -------- | ----- |
| 2012       | 楽天       | 41    | 104   | 97    | 11    | 29    | 6        | 1        | 2        | 43    | 17    | 1     | 0        | 4     | 1     | 2     | 0     | 0     | 8     | 2        | .299  | .310     | .443     | .753  |
| 2013       | 楽天       | 97    | 329   | 299   | 36    | 85    | 6        | 4        | 6        | 117   | 38    | 6     | 4        | 4     | 5     | 21    | 0     | 0     | 44    | 6        | .284  | .326     | .391     | .717  |
| 2014       | 楽天       | 66    | 243   | 215   | 26    | 52    | 7        | 3        | 2        | 71    | 18    | 6     | 1        | 7     | 2     | 19    | 0     | 0     | 22    | 5        | .242  | .301     | .330     | .631  |
| 2015       | 楽天       | 25    | 81    | 74    | 6     | 15    | 2        | 3        | 0        | 23    | 6     | 5     | 1        | 2     | 1     | 4     | 0     | 0     | 6     | 0        | .203  | .241     | .311     | .551  |
| 2016       | 楽天       | 114   | 388   | 342   | 43    | 98    | 9        | 2        | 9        | 138   | 41    | 10    | 2        | 7     | 4     | 33    | 0     | 2     | 48    | 7        | .287  | .349     | .404     | .753  |
| 2017       | 楽天       | 143   | 577   | 494   | 62    | 131   | 14       | 3        | 14       | 193   | 47    | 3     | 6        | 12    | 3     | 64    | 0     | 4     | 67    | 8        | .265  | .352     | .391     | .743  |
| 2018       | 楽天       | 103   | 453   | 394   | 53    | 115   | 16       | 3        | 11       | 170   | 53    | 11    | 5        | 3     | 3     | 47    | 0     | 6     | 45    | 10       | .292  | .373     | .431     | .805  |
| 2019       | 楽天       | 133   | 585   | 506   | 68    | 145   | 21       | 5        | 10       | 206   | 57    | 3     | 4        | 9     | 1     | 58    | 0     | 11    | 65    | 11       | .287  | .372     | .407     | .779  |
| 2020       | 楽天       | 114   | 471   | 406   | 50    | 114   | 17       | 2        | 8        | 159   | 53    | 9     | 1        | 6     | 4     | 48    | 1     | 7     | 71    | 8        | .281  | .363     | .392     | .755  |
| 2021       | 楽天       | 141   | 599   | 486   | 64    | 125   | 34       | 5        | 21       | 232   | 96    | 2     | 2        | 2     | 6     | 97    | 2     | 8     | 87    | 15       | .257  | .385     | .477     | .863  |
| 2022       | 楽天       | 142   | 613   | 541   | 59    | 161   | 36       | 3        | 14       | 245   | 77    | 5     | 3        | 2     | 3     | 63    | 1     | 4     | 82    | 16       | .298  | .373     | .453     | .826  |
| 2023       | 楽天       | 104   | 369   | 322   | 21    | 76    | 13       | 0        | 7        | 110   | 38    | 2     | 0        | 0     | 3     | 41    | 1     | 3     | 41    | 5        | .236  | .325     | .342     | .667  |
| 2024       | 楽天       | 40    | 153   | 131   | 8     | 28    | 3        | 1        | 0        | 33    | 12    | 0     | 0        | 0     | 3     | 16    | 0     | 3     | 16    | 4        | .214  | .307     | .252     | .559  |
| 通算：13年 | 通算：13年 | 1263  | 4965  | 4307  | 507   | 1174  | 184      | 35       | 104      | 1740  | 553   | 63    | 29       | 58    | 39    | 513   | 5     | 48    | 602   | 97       | .273  | .354     | .404     | .758  |

- 2024年度シーズン終了時
- 各年度の太字はリーグ最多

### 年度別守備成績
| 年 度 | 球 団 | 外野  | 外野  | 外野  | 外野  | 外野  | 外野     |
| 年 度 | 球 団 | 試 合 | 刺 殺 | 補 殺 | 失 策 | 併 殺 | 守 備 率 |
| ----- | ----- | ----- | ----- | ----- | ----- | ----- | -------- |
| 2012  | 楽天  | 32    | 46    | 0     | 0     | 0     | 1.000    |
| 2013  | 楽天  | 90    | 170   | 4     | 3     | 1     | .983     |
| 2014  | 楽天  | 62    | 127   | 5     | 2     | 0     | .985     |
| 2015  | 楽天  | 20    | 25    | 0     | 0     | 0     | 1.000    |
| 2016  | 楽天  | 111   | 207   | 2     | 0     | 0     | 1.000    |
| 2017  | 楽天  | 139   | 274   | 4     | 1     | 1     | .996     |
| 2018  | 楽天  | 102   | 195   | 6     | 1     | 3     | .995     |
| 2019  | 楽天  | 130   | 264   | 4     | 0     | 2     | 1.000    |
| 2020  | 楽天  | 93    | 168   | 5     | 2     | 0     | .989     |
| 2021  | 楽天  | 103   | 164   | 7     | 2     | 0     | .988     |
| 2022  | 楽天  | 96    | 151   | 4     | 0     | 1     | 1.000    |
| 2023  | 楽天  | 50    | 81    | 0     | 1     | 0     | .988     |
| 2024  | 楽天  | 9     | 22    | 1     | 0     | 0     | 1.000    |
| 通算  | 通算  | 1037  | 1894  | 42    | 12    | 8     | .994     |

- 2024年度シーズン終了時
- 各年度の太字はリーグ最高

### タイトル
- 打点王：1回（2021年）
- 最多安打：1回（2022年[43]）

### 表彰
- ベストナイン：1回（外野手部門：2022年[43]）
- オールスターゲーム最優秀選手賞（MVP）：1回（2021年第2戦[20]）
- 月間MVP：1回（打者部門：2022年8月）
- 月間サヨナラ賞：1回（2022年6月[44]）

### 記録
初記録
- 初出場：2012年3月30日、対千葉ロッテマリーンズ1回戦（日本製紙クリネックススタジアム宮城）、9回裏にルイス・ガルシアの代走で出場
- 初先発出場：2012年8月22日、対千葉ロッテマリーンズ15回戦（日本製紙クリネックススタジアム宮城）、「9番・中堅手」で先発出場
- 初打席・初安打・初打点：同上、2回裏に阿部和成から右前適時打
- 初本塁打：2012年8月24日、対北海道日本ハムファイターズ19回戦（日本製紙クリネックススタジアム宮城）、3回裏に吉川光夫から右越ソロ
- 初盗塁：2012年9月3日、対オリックス・バファローズ20回戦（日本製紙クリネックススタジアム宮城）、6回裏に二盗（投手：小松聖、捕手：日高剛）

節目の記録
- 1000試合出場：2022年4月30日、対福岡ソフトバンクホークス4回戦（楽天生命パーク宮城）、「4番・右翼手」で先発出場 ※史上513人目[45]
- 1000安打：2022年7月23日、対埼玉西武ライオンズ16回戦（ベルーナドーム）、4回表に髙橋光成から中越ソロ ※史上312人目[46]
- 100本塁打：2023年5月24日、対オリックス・バファローズ10回戦（ほっともっとフィールド神戸）、4回表に田嶋大樹から右越え2ラン ※史上307人目[47]

その他の記録
- 全打順本塁打：2019年4月20日、対オリックス・バファローズ5回戦（楽天生命パーク宮城）、4番で出場、3回裏に東明大貴から右越2ランを放ち達成 ※史上11人目[48]
- オールスターゲーム出場：2回（2021年、2022年）

### 背番号
- 35（2012年[6] - ）

### 登場曲
- 「大航海」ONE☆DRAFT（2012年）
- 「MASURAO」DJ OZMA（2013年 - 2014年）
- 「カーニバる？」ナオト・インティライミ（2015年、2018年 - 2019年途中）
- 「青春サンポ」ナオト・インティライミ（2016年以降もサヨナラのチャンス時に使われることもある）
- 「ファンファーレ」ベリーグッドマン（2017年 - 2017年途中）
- 「感謝のことば～あなたに39～」パンダライオン（2017年途中）
- 「Beautiful」Superfly（2018年途中、2021年途中）
- 「WA WA WA」ナオト・インティライミ（2018年途中）
- 「end of the day」Mr.Children（2019年途中）
- 「僕らのために…」ケツメイシ（2019年 - 同年途中、2021年途中）
- 「新宝島」サカナクション（2019年途中）
- 「大阪LOVER」DREAMS COME TRUE（2019年途中、2021年途中）
- 「さくらんぼ」 大塚愛（2019年途中）
- 「チェリー」 スピッツ（2019年途中）
- 「BIG UP」 WANIMA（2019年途中）
- 「A・RA・SHI」嵐（2019年途中、2021年途中）
- 「Happiness」嵐（2019年途中）
- 「GUTS!」嵐（2019年途中）
- 「言葉より大切なもの」嵐（2019年途中）
- 「Troublemaker」嵐（2019年途中）
- 「君のために僕がいる」嵐（2019年途中）
- 「青空の下、キミのとなり」嵐（2019年途中、2020年途中）
- 「Believe｣ 嵐（2019年途中）
- 「ハダシの未来｣ 嵐（2019年途中）
- 「ワイルド アット ハート｣ 嵐（2019年途中）
- 「Love so sweet」嵐（2019年途中）
- 「We can make it!」嵐（2019年途中）
- 「STAND-ALONE」Aimer（2019年途中）
- 「サクラ咲ケ」嵐（2019年途中）
- 「感謝カンゲキ雨嵐」嵐（2019年途中）
- 「HANABI」Mr.Children（2019年途中）
- 「大切なもの」ロードオブメジャー（2020年途中）
- 「Thriller」Michael Jackson（2020年途中）
- 「I Want You Back」Jackson 5（2020年途中）
- 「Martial Arts」Royal Hunt（2020年途中）
- 「Roar」Katy Perry（2020年途中、2021年途中）
- 「夜に駆ける」YOASOBI（2020年途中）
- 「出会いのかけら」ケツメイシ（2020年途中）
- 「大切なもの」ベリーグッドマン（2020年途中）
- 「心絵」ロードオブメジャー（2020年途中）
- 「GO AWAY」2NE1（2020年途中）
- 「負けないで」ZARD（2020年途中）
- 「Dreamland」BENNIE K（2020年途中）
- 「全力少年」スキマスイッチ（2020年途中）
- 「鱗(うろこ)」秦基博（2020年途中）
- 「HOME」清水翔太（2020年途中）
- 「ココロオドル(original version)」nobodyknows+（2020年途中）
- 「LOVE 2000」hitomi（2020年途中）
- 「innocent world」Mr.Children（2020年途中）
- 「ココロのちず」BOYSTYLE（2021年オープン戦、2021年途中）
- 「115万キロのフィルム」Official髭男dism（2021年オープン戦）
- 「Butter-Fly」和田光司（2021年オープン戦）
- 「Unstoppable」Sia（2021年オープン戦）
- 「Together」EXILE（2021年オープン戦、2021年途中）
- 「Giver」EXILE（2021年オープン戦、2021年途中）
- 「EXIT」EXILE（2021年オープン戦）
- 「夢見る少女じゃいられない」相川七瀬（2021年開幕）
- 「題名のない今日」平井大（2021年途中 - 終了まで）
- 「Green boys」GReeeeN（2021年途中）
- 「俺たちの明日」エレファントカシマシ（2021年途中）
- 「スターラブレイション」ケラケラ（2021年途中）
- 「君に届け」flumpool（2021年途中）
- 「徹子の部屋のテーマ」徹子の部屋（2021年途中）
- 「MajiでKoiする5秒前」広末涼子（2021年途中）
- 「Dynamite」BTS（2021年途中）
- 「スタートライン」馬場俊英（2021年途中）
- 「Stand by me, Stand by you.」平井大（2021年途中）
- 「ザ☆ピ〜ス!」モーニング娘。（2021年途中）
- 「陽のあたる坂道」Do As Infinity（2021年途中）
- 「北風と太陽」YeLLOW Generation（2021年途中）
- 「SOUL LOVE」GLAY（2021年途中）
- 「Feel The Fate」w-inds.（2021年途中）
- 「Good Life」G-Eazy & Kehlani（2021年途中）
- 「Tokyo Drift」TERIYAKI BOYZ（2021年途中）
- 「Promise」平井大（2021年途中）
- 「Beautiful」平井大（2021年途中）
- 「Wake Me Up!」SPEED（2021年途中）
- 「Body & Soul」SPEED（2021年途中）
- 「虹」福山雅治（2021年途中）
- 「HELLO」福山雅治（2021年途中）
- 「POISON ～言いたい事も言えないこんな世の中は～」反町隆史（2021年途中）
- 「愛をこめて花束を」Superfly（2021年途中）
- 「99」Superfly（2021年途中）
- 「情熱大陸」葉加瀬太郎（2021年途中）
- 「仲間」ケツメイシ（2021年途中）
- 「決意の朝に」Aqua Timez（2021年途中）
- 「Buddy」平井大（2021年途中）
- 「MIRROR MIRROR」平井大（2021年途中、2022年オープン戦、2022年開幕 - 途中）
- 「僕のこと」Mrs. GREEN APPLE（2021年途中）
- 「世界はあなたに笑いかけている」Little Glee Monster（2021年途中）
- 「きっとできるよ」SA.RI.NA（2021年途中）
- 「虹」Aqua Timez（2021年途中）
- 「花火」aiko（2021年途中）
- 「Lovers」sumika（2021年途中）
- 「マスターピース」mihimaru GT（2021年途中）
- 「夜空に咲く花」MEGARYU（2021年途中）
- 「大丈夫」wacci（2021年途中）
- 「ギリギリHERO」mihimaru GT（2021年途中）
- 「ガッツだぜ!!」ウルフルズ（2021年途中）
- 「だから一歩前へ踏み出して」Hi-Fi CAMP（2021年途中）
- 「一粒大の涙はきっと」Hi-Fi CAMP（2021年途中）
- 「Bad Romance」Lady Gaga（2021年途中）
- 「NO MORE CRY」D-51（2021年途中）
- 「DOOR」コブクロ（2021年途中）
- 「ルーズリーフ」Hilcrhyme（2021年途中）
- 「Sugar」Maroon 5（2021年途中）
- 「残像」flumpool（2021年途中）
- 「森のくまさん」童謡（2021年途中）
- 「ようかい体操第一」Dream5（2021年途中）
- 「ありのまんまが愛しい君へ」DISH//（2021年途中）
- 「なないろ」BUMP OF CHICKEN（2021年途中）
- 「揺れる想い」ZARD（2021年途中）
- 「サウダージ」ポルノグラフィティ（2021年途中）
- 「Walking with you」Novelbright（2021年途中）
- 「青雲のうた」森田公一（2021年途中）
- 「Malibu Girl」平井大（2021年途中）
- 「もっと強く」EXILE（2021年途中）
- 「Soldado」Juan Luis Guerra（2022年オープン戦）
- 「ブルーバード」いきものがかり（2022年オープン戦）
- 「ヨワネハキ feat. 和ぬか, asmi」MAISONdes（2022年オープン戦）
- 「Anniversary」平井大（2022年オープン戦）
- 「Dear WOMAN」SMAP（2022年途中）
- 「海の家」TUBE（2022年途中）